# Storia di donne
Storia di donne (Les Ailes de la colombe) è un film del 1981 diretto da Benoît Jacquot.
Il film è una trasposizione cinematografica del romanzo Le ali della colomba dello scrittore americano Henry James.

## Trama
Catherine, prostituta di lusso, si reca a Venezia dove incontra Sandro, un giovane che per vivere fa il cronista musicale e suona il piano. Nella città italiana soggiorna anche Marie, una giovane ereditiera parigina molto malata che vi sta trascorrendo un periodo di vacanza.
Catherine conosce Marie e tra loro nasce un'amicizia, almeno da parte della seconda. Ma Catherine, venuta al corrente delle condizioni di salute della ragazza, se ne approfitta e architetta un piano per raggirarla, cercando di farla sposare da Sandro.
Marie vive attimi di felicità, poi, attraverso l'amico Marc - che intercetta una lettera di Sandro a Catherine - scopre il raggiro e si lascia morire. Sandro si accorge allora di amarla veramente e, alla morte di lei, abbandona Catherine e rifiuta l'eredità.